# Gérard Schneider
Pour les articles homonymes, voir Schneider.
Gérard Schneider, né le 28 avril 1896 à Sainte-Croix et mort le 8 juillet 1986 à Paris, est un peintre d'origine suisse, naturalisé français en 1948, de la nouvelle École de Paris, appartenant au courant de l'abstraction lyrique.

## Biographie
Gérard Schneider naît à Sainte-Croix dans le canton de Vaud, en Suisse, et passe son enfance à Neuchâtel, où il fait ses études.
En février 1916, il se rend à Paris, fréquente l'École nationale des arts décoratifs où il sera encouragé à poursuivre par son professeur Paul Renouard puis, en 1918, il intègre l'École nationale des beaux-arts. Il retourne à Neuchâtel où il fait sa première exposition individuelle. En 1920 il épouse Marguerite Barbezat (décédée en 1934) et s'installe définitivement à Paris avec elle dès 1922. 1928 naissance de sa (première) fille Janine Schneider. Se remarie en 1956 avec Loïs Frederick (1930-2013) une jeune artiste peintre américaine puis en 1963 naissance de Laurence sa seconde fille.
Après avoir débuté dans l'impressionnisme, puis s'être tourné vers le surréalisme, il trouve sa propre expression vers 1943 ; ce sera l'abstraction non géométrique dite « informelle ».
Il fréquente par la suite Pierre Soulages et Hans Hartung.
Pionnier de l'abstraction lyrique, abstraction gestuelle et personnelle, il est représenté à Paris à la Galerie Louis Carré dès 1950. Puis, de 1955 à 1960, ses œuvres sont exposées à la Kootz Gallery de New York où un contrat d’exclusivité lie l’artiste et le marchand américain Samuel M. Kootz.
Il est inhumé au cimetière du Montparnasse.

## Œuvre
«… Schneider est un exégète du drame puisqu’il puise en lui-même, qu’il aime pour lui-même et pour lequel la parole proprement dite n’a pas de mots. Le drame calmé, le geste qu’il exprime devient beauté. Plus encore que la force, je retiens la noblesse de ce langage et sa pudeur. Dans le chaos de la vie souterraine l’esprit a apporté la règle souple ; l’émotion, analysée, sera maîtresse d’elle ; le cri capté à sa source même, devient un chant scandé ; le geste de l’artiste élabore l’œuvre comme un acte d’amour spirituel, l’acte pur d’un démiurge… » Michel Seuphor, 1953
« Je croyais très bien connaître l’œuvre de Gérard Schneider. Il me manquait cependant d’avoir vu réuni un ensemble aussi important de ses peintures des dernières années. La confrontation permise ici des rigoureuses compositions de sa période murale-mate et des grandes improvisations colorées de sa récente production, met en pleine lumière la richesse du tempérament et la largeur d’esprit de Schneider, qui peut se permettre toutes les libertés et toutes les audaces sans jamais porter atteinte à l’unité foncière de son œuvre. L’évidence de sa valeur constante s’impose d’emblée, mais j’attache plus de prix encore à l’allant de la démarche créatrice qui conduit Schneider à la rencontre de tous les possibles, jusqu’à l’effusion lyrique pure, dans des rythmes plastiques étonnants, sonores. » Roger Van Gindertael, in Cimaise, n°3, janvier 1954, à propos de l’exposition au Palais des Beaux-Arts de Bruxelles
« Peinture puissante, maîtrisée au point qu’à chaque étape de l’accomplissement toute la conception se fait valoir, surprenante, parce que l’état définitif garde toujours la virulence de l’acte créateur. Sous l’aspect d’une improvisation véhémente, cette peinture cache la plus consciencieuse disposition des éléments, le plus sévère contrôle des rapports. Basée sur la couleur, elle part cependant de motifs linéaires, mais la ligne s’est transformée en traits de brosse larges de deux mains. Evidemment, une telle écriture dépasse les petits cadres, et c’est en remplissant les plus grands formats qu’elle nous apporte l’affirmation de sa force souveraine. » Herta Wescher in Cimaise, janvier 1955, à propos de l’exposition à la galerie Galanis à Paris
« Quant à la couleur… elle apparaît dans ces œuvres récentes de Schneider, avec une liberté toujours plus grande, comme le facteur de vie par excellence, même lorsque cette couleur est le noir dont Schneider use avec la maîtrise de celui qui sait combien sont chargées  d’émotion toutes les suggestions de la nuit et des ténèbres. La réponse que ces peintures trouvent dans le cœur et dans l’intelligence, - évidemment comblés -, de celui qui les contemple, achève cette communion qui auparavant s’était établie entre l’artiste et l’œuvre d’art, entre la forme et l’espace, entre la structure et le mouvement. » Marcel Brion, de l’Académie française, dans la préface du catalogue de l’exposition à la galerie Kootz, New York, 1958
« Je connais et j’admire depuis longtemps le peintre Gérard Schneider, la richesse originelle, irruptive de cette œuvre (…) Une peinture est un langage à déchiffrer, un monde à pénétrer, ce n’est que petit à petit, en s’y habituant, avec beaucoup de patience que l’on arrive à faire dire quelque chose à cette chose mystérieuse qu’est l’œuvre d’art, on s’adresse autant à elle qu’à soi-même, dans une sorte de confrontation et dans la solitude. » Eugène Ionesco, in Mots au vol, Éditions Saint-Germain-des-Prés, Paris, 1974
« ... Lorsque Schneider pose le pinceau sur la toile vierge, c’est comme s’il plaquait un accord. Ensuite le thème naît et s’orchestre. Il travaille directement dans la couleur. Sa pâte est très riche. Elle ressemble parfois à des coulées de lave. Parfois elle prend la rutilance de l’émail. Violence, tumulte, dynamisme sont les caractéristiques de cette peinture qui tend au paroxysme c’est-à-dire au pathétique. Un drame sous-jacent y est perpétuellement dominé par la maîtrise de la forme. » Michel Ragon, in Schneider, Expressions contemporaines, Angers, 1998
"... Dès 1936 il refuse catégoriquement toute association entre sa peinture et la réalité, puis réalise " des formes qui dépassent le sujet ". En 1936 ses envois au Salon des Surindépendants sont des " transpositions imaginatives ". En 1937, influencé par ses amis Surréalistes, il peint les " Compositions surréalistes ". Sa création devient structurée dans le langage abstrait en 1938 et ses oeuvres s'appellent " Composition ". De 1939 à 1940 il réalise des " Formes imbriquées ". Entre 1941 et 1943 il est Initié puis suit l'enseignement de Gurdjieff. 1944 et 1945 voient l'apparition des " Abstraction " et " Opus " éliminant toute référence au réel en introduisant une notion musicale. Composition est acquise par l'Etat en 1945. En 1946 il expose chez Denise René, de 1947 à 1950 chez Lydia Conti avec Hartung et Soulages, ce qui les fera surnommer le " Trio abstrait ". Schneider est reconnu après la Seconde guerre mondiale comme l'un des peintres les plus représentatifs de la jeune abstraction lyrique. Le succès international vient vite. Il atteint sa période de grande maturité entre 1950 et 1965, époque où il fait des merveilles en développant une peinture originale née de l'inspiration spontanée. La mise en oeuvre assez graphique, très gestuelle, formule une oeuvre d'expression chromatique contenue, fruit d'une exceptionnelle maîtrise technique ". Dr. PhD. Benoît Giraud, " Abstract " Thèse de doctorat d'histoire de l'art " Gérard Schneider, oeuvres de 1935 à 1965 " Université Paris 1 Panthéon - Sorbonne, juin 1998. 795 pages, 4 volumes. Institut national d'histoire de l'art.          

## Catalogue raisonné
Le Catalogue Raisonné de Gérard Schneider est rédigé sous la direction de Laurence Schneider, fille de l’artiste. Il est consultable en ligne depuis octobre 2022.

## Expositions

### Expositions personnelles (sélection)
1920 - Galeries Léopold Robert, Neuchâtel
1946, 1947, 1948 et 1953 - Galerie Denise René, Paris
1947, 1948 et 1950 - Galerie Lydia Conti, Paris
1951 - Betty Parsons Gallery, New York
1952, 1953, 1955 et 1957 - Galerie Der Spiegel, Cologne
1952 - Galerie Otto Stangl, Munich
1953 - Gérard Schneider, rétrospective, Palais des Beaux-Arts, Bruxelles
1954, 1959, 1965, 1967, 1968 et 1970 - Galerie Arnaud, Paris
1956-1961 - Kootz Gallery, New York,
1958 - Galerie Apollinaire, Milan
1960, 1961, 1965, 1972, 1974, 1986, 1989, 2012 et 2022 - Galerie Lorenzelli, Milan
1960 - Galerie Minami, Tokyo
1960 - Galerie Nakanoshima, Osaka, 1960
1961 et 1963 - Galerie Im Erker, Saint-Gall,
1962 - Salon de Mai au Japon, Tokyo, Osaka
1962 - Gérard Schneider, rétrospective, Kunstverein, Düsseldorf
1962 - Gérard Schneider, rétrospective, Palais des Beaux-Arts, Bruxelles
1966 - 33e Biennale de Venise. Une salle entière du Pavillon français lui est consacrée
1970 - Gérard Schneider, rétrospective, Galleria civica d’Arte moderna, Turin
1970 - Gérard Schneider, rétrospective, Pavillon Terre des Hommes, Montréal
1974, 1975, 1977, 1981 et 1986 - Galerie Beaubourg, Paris
1983 - Gérard Schneider, rétrospective, Musée d’Art et d’Histoire, Neuchâtel
1983 - Gérard Schneider, rétrospective, Musée d’Art Contemporain, Dunkerque
1983 - FIAC, Galerie Patrice Trigano, Paris
1999 - Gérard Schneider. Rétrospective, Musée des beaux-arts de Carcassonne
2011 - Gérard Schneider, grands gestes pour un grand monde, Musée d’Art & d’Histoire, Neuchâtel
2013 - Gérard Schneider, Rétrospective, Musée des Beaux-Arts d’Orléans
2022 - Gérard Schneider, Galerie Perrotin, Independent Art Fair, New York
2022 - Lyrisme(s), Galerie Diane de Polignac, Paris. Exposition organisée à l'occasion de la mise en ligne du Catalogue raisonné
2022 - Gérard Schneider, Galerie Perrotin, Paris
2023 - Du 30 Mars au 2 Avril - Gérard Schneider « la symphonie des couleurs » Art Paris , Alexis Lartigue Fine Art.
2023 - Du 4 Avril au 22 Avril - Gérard Schneider « la symphonie des couleurs » , Alexis Lartigue Fine Art, 32 avenue Matignon, Paris 

### Expositions collectives (sélection)
1948 - 24e Biennale de Venise
1948-1949 - Wanderausstellung Französischer Abstrakter Malerei, exposition itinérante en Allemagne : Stuttgart, Munich, Düsseldorf, Hanovre, Hambourg, Francfort et Fribourg
1951 - 1re Biennale de São Paulo
1951 - Biennale de Turin
1951 - Hartung, Lanskoy, Schneider, galerie Louis Carré, Paris.
1951-1952 - Advancing French Art, exposition itinérante aux États-Unis (Louisville, Bloomington, San Francisco, Chicago et Washington)
1953 - 2e Biennale de São Paulo
1953 - Biennale de Turin
1954 - 27e Biennale de Venise
1955 - Documenta I, Cassel
1959 - Documenta II '59, Cassel
1964 - 32e Biennale de Venise
1968 - Paintings in France 1900-1967, exposition itinérante aux États-Unis : New York, Boston, Chicago, San Francisco et au Canada
2006 - L'Envolée lyrique, Paris 1945-1956, Musée du Luxembourg, Paris. C'est une toile de Gérard Schneider qui a été choisie pour l'affiche et la couverture du catalogue
2011 - Les Sujets de l’abstraction, Peinture non figurative de la Seconde École de Paris (1946-1962), Fondation Gandur pour l’Art, Musée Rath, Genève
2011-2012 - Les Sujets de l’abstraction, Peinture non figurative de la Seconde École de Paris (1946-1962), Musée Fabre, Montpellier, France
2012-2013 - Montparnasse/Saint-Germain-des-Prés, un certain regard sur l'abstraction lyrique (Olivier Debré, Jean Le Moal, Alfred Manessier, André Marfaing, Gérard Schneider, Geer Van Velde), Anciennes écuries des ardoisières, Trélazé ; Montparnasse/Saint-Germain-des-Prés, six regards sur l'abstraction lyrique, Musée de Tessé, Le Mans ; Montparnasse/Saint-Germain-des-Prés, Abstractions d’après-guerre, Musée des Beaux-Arts de Bordeaux
2013 - L’Art en guerre, France 1938–1947: From Picasso to Dubuffet, Musée Guggenheim, Bilbao, Espagne
2016-2017 - Hartung et les peintres lyriques, Fonds Hélène & Édouard Leclerc pour la Culture, Landerneau, France
2017 - Le Geste et la Matière – Une abstraction « autre » – Paris, 1945-1965, Fondation Clément, Le François, Martinique
2020-2021 - La Libération de la peinture, 1945-1962, Mémorial de Caen, Caen, France
2021 - Au cœur des abstractions, Marie Raymond et ses amis, Musée de Tessé, Le Mans, France
2022 - Au cœur de l'abstraction, Collection de la Fondation Gandur pour l'Art, Fondation Maeght, Saint-Paul de Vence

### Collections publiques
Les œuvres de Gérard Schneider sont présentes dans les plus prestigieuses collections à travers le monde. On peut citer – parmi d'autres – le Centre Pompidou à Paris, le Musée d'Art moderne de Paris (Composition, 1944, 73 × 93 cm), le MoMA à New York (Opus 95 B, décembre 1955, 146 × 114 cm), la Phillips Collection à Washington, le musée des Beaux-Arts de Montréal, le Musée national des beaux-arts du Québec, le musée des Beaux-Arts de Séoul, la Princeton University, le Phoenix Museum, le Walker Art Center à Minneapolis, la Kunsthaus de Zurich et le Musée d’Art moderne de Rio de Janeiro, ainsi que dans de nombreuses collections privées et des fondations de renom telle la Fondation Gandur pour l’Art à Genève.

## Distinctions
- Prix d'art abstrait de Lissone (Italie) (1957)
- Prix du Gouverneur de Tokyo (1959)
- Grand Prix national des arts (1975)

## Cote
Lors de la dispersion de la collection d'Alain Delon, une peinture de Schneider (Opus 85 D) datant de 1960 (146 × 114 cm) est adjugée 150 000 € à Drouot-Montaigne.
Le mardi 3 décembre 2013, l'œuvre Opus 402, huile sur toile de 1949 (130x195 cm) a été adjugée 192 000 euros (frais compris) à l'Hôtel de Ventes de la Vallée-de-Montmorency.